# Bramali
La Société des Brasseries du Mali en abrégé Bramali est une société anonyme malienne industrielle et commerciale qui fabrique et commercialise des boisons sous licence BGI. Elle produit et distribue les boissons Coca-cola et Guiness. Fondée en 1986, Bramali fait partie du Groupe Castel.

## Histoire
Bramali a été inaugurée à Bamako le 25 janvier 1986. Elle produit et commercialise des boisons gazeuses, de la bière et de l'eau minérale.
Bradibo, la branche commerciale de Bramali, spécialisée dans la distribution a vu le jour en 1996.

## Évolution du chiffre d'affaires
| Années | Chiffre d'affaires (CFA) | Production (Hl)         |
| ------ | ------------------------ | ----------------------- |
| 2009   | 16 144 928 000           | 320 000[réf. souhaitée] |
| 2018   | 13 000 000 000           | 290 000                 |